# Gorni Țibăr, Montana
Gorni Țibăr (în bulgară Горни Цибър) este un sat în comuna Vălcedrăm, regiunea Montana,  Bulgaria. Satul a fost locuit de români.

## Demografie
Componența etnică a satului Gorni Țibăr
     Bulgari (99,48%)
     Nicio identificare (0,51%)
     Altele (0%)
La recensământul din 2011, populația satului Gorni Țibăr era de 196 locuitori. Din punct de vedere etnic, majoritatea locuitorilor (99,48%) erau bulgari. Pentru 0,51% din locuitori nu este cunoscută apartenența etnică.